# Nitin Saxena
Nitin Saxena (en hindi : नितिन सक्सेना), né le 3 mai 1981 à Allahabad en Inde) est un mathématicien et informaticien théoricien indien. Il est surtout connu pour avoir découvert, alors qu'il était encore étudiant, avec son professeur Manindra Agrawal et son co-étudiant Neeraj Kayal, un algorithme polynomial de test de primalité, appelé d'après leurs initiales le test de primalité AKS.

## Biographie
Nitin Saxena est un ancien élève du Boys' High School & College (Allahabad, Uttar Pradesh) (en). Il obtient un Bachelor of Technology (en) en informatique à l'Institut indien de technologie de Kanpur (IITK) en 2002. Cette même année il propose, avec Manindra Agrawal et Neeraj Kayal le test de primalité AKS qui a eu un grand retentissement,.
Saxena obtient un Ph. D. en informatique théorique au département d’informatique du IITK, sous la direction de Manindra Agrawal, en 2006 avec une thèse intitulée « Morphisms of Rings and Applications to Complexity ».
Il est ensuite chercheur postdoctoral au Centrum voor Wiskunde en Informatica (CWI) à partir de septembre 2006, puis « Bonn Junior Fellow » à l'université rhénane Frédéric-Guillaume de Bonn à partir de l'été 2008. Il rejoint le département d'informatique et d’ingénierie de l'IIT Kanpur en avril 2013 où il est professeur associé.
Il travaille en mathématiques et en informatique théorique. Sa recherche porte plus particulièrement sur la théorie de la complexité, qu'il approche par des méthodes de géométrie algébrique, de topologie algébrique et de combinatoire algébrique,.

## Prix et distinctions
- En 2003, il reçoit le « Distinguished Alumnus Award » de l'IITK pour son travail en théorie de la complexité.
- En 2006, il est lauréat du prix Gödel[9] avec Manindra Agrawal et Neeraj Kayal pour leur test de primalité.
- La même année, il est récipiendaire du prix Fulkerson[10] avec ses coauteurs pour le même test de primalité.
- En 2018, il reçoit le prix Shanti Swarup Bhatnagar de sciences et technologie dans la catégorie Mathématiques.